# Kings County (Nova Scotia)

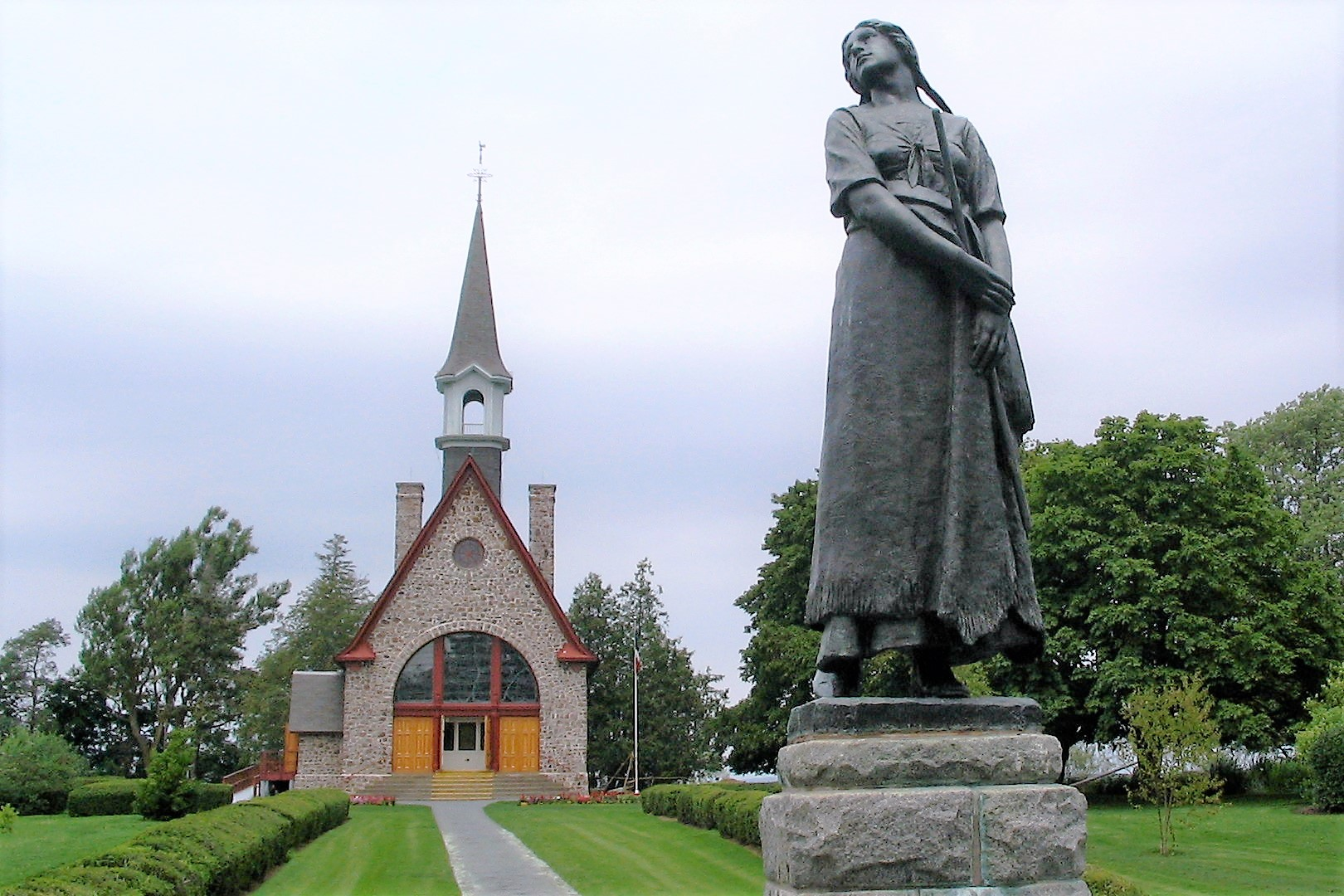
Grand-Pré National Historic Site

Kings County ist eines der zurzeit 18 Countys in der kanadischen Provinz Nova Scotia (Neuschottland). Es liegt im Zentrum der Provinz und hat sein verwaltungstechnisches Zentrum in Kentville. Im Norden des Countys liegt das Minas-Becken, eine Bucht der Bay of Fundy, mit seinem starken Gezeitenhub. Das County grenzt im Osten an Hants County sowie im Westen an Annapolis County. Im Süden liegt Lunenburg County.
Die Einwohnerzahl beträgt 60.600 (Stand: 2016).
2011 lebten in der 2.126,11 km² großen Verwaltungseinheit 60.589 Einwohner, woraus sich eine Bevölkerungsdichte von 28,5 Einwohnern/km² ergibt. Dabei ist die Einwohnerzahl, im Vergleich zum Zensus aus dem Jahr 2006, erneut leicht gestiegen. Die Bevölkerung nahm zuletzt um 0,9 % zu und setzt dabei den andauernden Aufwärtstrend fort und ist damit eins von wenigen Countys in der Provinz mit einer positiven Entwicklung der Einwohnerzahl. Das County ist sowohl hinsichtlich Einwohnerzahl und Einwohnerdichte, nach der Halifax Regional Municipality und der Cape Breton Regional Municipality, das drittgrößte aller Countys. Hinsichtlich seiner Größe liegt es nur im Mittelfeld aller Countys.
In Wolfville befindet sich die Acadia University, eine staatliche Universität die vorwiegend auf Bachelorstudiengänge spezialisiert ist.
Das County ist über den Nova Scotia Highway 101 an das übrige Straßenverkehrsnetz der Provinz angeschlossen. Bei Waterville liegt der Waterville/Kings County Municipal Airport, über den eine Anbindung des Countys an das Luftverkehrsnetz erfolgt. Bei Greenwood liegt die Canadian Forces Base Greenwood.

## Geschichte
Bereits vor der Entdeckung durch Europäer war diese Gegend Siedlungs- und Jagdgebiet von First Nations, der Mi’kmaq. Bevor das County 1759 gegründet wurde, siedelten hier bereits die Akadier. Einen Nachweis dieser Besiedelung durch Akadier bildet auch die Grand-Pré National Historic Site. Bei Grand-Pré war der Standort eines früheren akadischen Dorfes, das bis zur Vertreibung durch die Briten im Jahr 1755 die wichtigste Siedlung der Gegend war. Das Dorf wurde am 12. Juni 1982 zur National Historic Site of Canada erklärt. Die umliegende Kulturlandschaft zeigt die Entwicklung des landwirtschaftlichen genutzten Ackerlandes mit seinen Deichen sowie einem Schleusensystem durch die französischen Siedler im 17. Jahrhundert und wurde 2012 zum UNESCO-Weltkulturerbe erklärt.

## Gemeinden
In Kings County gibt die Towns Berwick, Kentville und Wolfville sowie zwei Reservate der First Nations. Alle anderen Ansiedlungen werden als sogenannte incorporated villages vom County verwaltet.